# Tutto Tony Tammaro
Tutto Tony Tammaro è la prima raccolta del cantautore napoletano Tony Tammaro e pubblicato da Tamarradio nel 1999.

## Descrizione
Tutto Tony Tammaro può essere considerata come una sorta di opera omnia del cantautore napoletano, in quanto raccoglie integralmente i primi 5 album fino ad allora pubblicati. È inoltre presente un inedito scritto e pubblicato appositamente per questa raccolta ("Quelli con la panza"). Alcune canzoni non sono invece presentate nella loro versione originale, ma registrate nuovamente e con alcune variazioni nel testo ("A casa per le sette", "U strunzu", "Chiatta", "Alla fiera dell'est", "Chat line", "Restituiscimi il mio cuore", "Un'altra guerra" e "U curnudu"). 
La raccolta, nonostante si tratti di una auto-produzione, ha superato le 25.000 unità vendute ed è attualmente ancora molto richiesto (caso unico in Italia).

## Tracce

### CD 1
1. Patrizia – 2:26 (Tonitammaro)
2. Il parco dell'amore – 2:59 (Tonitammaro)
3. Scalea – 1:48 (Tonitammaro)
4. E v' 'a facite appere – 3:18 (Tonitammaro)
5. Volo di un cazettino – 3:28 (Tonitammaro)
6. Tiene 'e ccorna – 3:18 (Tonitammaro)
7. Fidanzati in casa – 2:32 (Tonitammaro)
8. Foto di gruppo – 3:54 (Tonitammaro, C.Finale)
9. Al Cafone – 1:47 (Tonitammaro, C.Finale)
10. Restituiscimi il mio cuore – 4:11 (Tonitammaro)
11. A casa per le sette – 2:07 (Tonitammaro, C.Finale)
12. U strunzu – 2:45 (Tonitammaro)
13. Quelli con la panza[4] – 2:58 (Tonitammaro)
14. Miché – 1:51 (Tonitammaro, C.Finale)
15. La pubblicità – 2:20 (Tonitammaro)
16. Aerobic Tamar Dance – 3:53 (Tonitammaro, L.Recano)
17. 'O sacchetto – 1:44 (Tonitammaro)
18. Ciakkami – 3:17 (Tonitammaro)
19. Come – 2:38 (Tonitammaro)
20. U curnudu – 2:43 (Tonitammaro)
21. Mio marito – 3:11 (Tonitammaro)
22. Teorema – 2:18 (Tonitammaro, H.Pagani, M.Ferradini)
23. Chat Line – 3:40 (Tonitammaro, C.Finale)
24. Chiatta – 4:01 (Tonitammaro)

### CD 2
1. 'O trerrote – 2:23 (Tonitammaro, C.Finale)
2. La villeggiatura – 3:15 (Tonitammaro)
3. Serenata Cell – 4:20 (Tonitammaro, C.Finale)
4. Mio fratello fuma a scrock[5] – 1:28 (Tonitammaro, I.Fossati)
5. Se potrei avere te – 2:23 (Tonitammaro, C.Finale)
6. Il mozzarellista – 3:17 (Tonitammaro)
7. Bottana – 3:16 (Tonitammaro)
8. Pronto Marì – 2:23 (Tonitammaro)
9. Torregaveta – 2:34 (Tonitammaro)
10. Tango dei tamarri – 4:00 (Tonitammaro)
11. Dint' 'a Villa – 2:46 (Tonitammaro)
12. Casa cascella – 2:41 (Tonitammaro, C.Finale)
13. Alla fiera dell'Est – 2:19 (Tonitammaro, A.Branduardi)
14. Un'altra guerra – 5:10 (Tonitammaro)
15. 'A cinquecento – 2:40 (Tonitammaro)
16. L'animale – 2:43 (Tonitammaro, C.Barbarulo)
17. Si piglio 'o posto – 1:56 (Tonitammaro)
18. Anni sessanta[5] – 5:46 (Tonitammaro, Mogol, P.Soffici, C.Rossi, E.Vianello, M.Cenci, G.Faiella, G.Mazzocchi, G.Paoli, F.Migliacci, L.Enriquez, G.Bigazzi, R.Del Turco)
19. Ballerino – 3:21 (Tonitammaro, C.Finale)
20. Nella vecchia fattoria – 1:28 (Tonitammaro, G.Giacobetti, A.Savona, G.Kramer)
21. Samba du gassu – 1:44 (Tonitammaro)
22. Puzzulan Rap – 2:23 (Tonitammaro)
23. Karaoke – 3:18 (Tonitammaro)
24. Il Rock dei tamarri – 2:00 (Tonitammaro)

## Curiosità
- A causa della mancata concessione dei diritti d'autore, dalla seconda stampa in poi di Tutto Tony Tammaro le canzoni presenti sono 46 anziché 48 (verranno omesse "Mio fratello fuma a scrock" e il medley "Anni sessanta"). Nonostante il veto da parte degli autori originali, entrambe le canzoni sono disponibili per il download gratuito sul sito ufficiale di Tony Tammaro.